# Трунова, Тамара Викторовна
Викторовна, Тамара Трунова (укр. Тамара Вікторівна Трунова) — театральный режиссёр, главный режиссёр Киевского академического театра драмы и комедии на левом берегу Днепра.

## Биография
Родилась 5 мая 1982 года в Новой Каховке, Херсонская область на юге Украины.
В 1999—2004 годах получила переводческое образование в Киевском национальном лингвистическом университете. Затем окончила режиссёрский факультет Киевского национального университета театра, кино и телевидения им. И. К. Карпенко-Карого. Обучалась у Эдуарда Митницкого.

### Карьера
В 2008—2013 годах занималась преподавательской деятельностью на режиссёрском факультете Киевского национального университета театра, кино и телевидения им. И. К. Карпенко-Карого. С 2011 года работает в Киевском театре драмы и комедии.
В 2016 году стала победителем конкурсной театральной программы Taking the Stage.
С 2018 года является художественным руководителем курса заочной режиссуры Киевского национального университета театра, кино и телевидения им. И. К. Карпенко-Карого.
В 2021 году победила в номинации Женщины в театре премии Women in Arts.